# Sandrine Holt
Sandrine Holt (Croydon (Londen), 19 november 1972), geboren als Sandrine Ho, is een in Engeland geboren Canadese actrice. 
Holt staat bekend om haar rollen in tv-series als House of Cards, Homeland en Better Call Saul.

## Biografie
Holt werd geboren in Croydon bij een Chinese vader en Franse moeder. Op vijfjarige leeftijd emigreerde zij met haar familie naar Toronto in Canada. Zij doorliep de highschool aan de St. Joseph's Park High School in Toronto. Voordat zij begon als actrice was zij actief als model in Parijs.
Holt begon in 1989 met acteren in de televisieserie Friday the 13th, waarna zij nog meerdere rollen speelde in televisieseries en films.
Holt was van 2004 tot en met 2011 getrouwd en heeft uit dit huwelijk een kind. Naast Engels spreekt zij ook vloeiend Frans.

## Filmografie

### Films
- 2022 The Aviary - als Delilah
- 2018 Sorry for Your Loss - als Tracey
- 2015 Exposed - als Jill
- 2015 Air als Abby
- 2015 Terminator Genisys - als rechercheur Cheung
- 2013 Casse-tête chinois - als Ju
- 2012 Deadly Hope - als Denise Landers
- 2012 Underworld: Awakening - als Lida
- 2011 Faces in the Crowd - als Nina 6
- 2010 The Line - als Rachel Wu
- 2007 The Dark Room - als Leanne Kisoun
- 2007 Fire Serpent - als Christina Andrews
- 2006 Sam's Lake - als Kate
- 2004 Resident Evil: Apocalypse - als Terri Morales
- 2004 Starship Troopers 2: Hero of the Federation - als soldate Jill Sandee
- 2003 Happy Hour - als Bonnie
- 2002 Ballistic: Ecks vs. Sever - als agente Bennett
- 2001 Earth Angels - als Wendy
- 2001 Century Hotel - als Jin
- 2001 Mission - als Ima
- 2000 Fast Food Fast Women - als Giselle
- 1999 Pocahontas: The Legend - als Pocahontas
- 1999 Loving Jezebel - als Mona
- 1998 Bronx County - als ??
- 1998 Il mio West - als Pearl
- 1998 1999 - als Suki
- 1996 Once a Thief - als Li Ann Tsei
- 1994 Dance Me Outside - als Poppy

### Televisieseries
Uitgezonderd eenmalige gastrollen.
- 2023 Mayor of Kingstown - als Wendy - 2 afl.
- 2022 American Gigolo - als Olga Desnain - 4 afl.
- 2022 Better Call Saul - als Cheryl Hamlin - 3 afl.
- 2020-2021 The Expanse - als Oksana - 7 afl.
- 2018 Law & Order: Special Victims Unit - als Lisa Martin - 2 afl.
- 2018 The Crossing - als Emma Ren - 5 afl.
- 2018 Homeland - als Simone Martin - 8 afl.
- 2016-2017 MacGyver - als Patricia Thornton - 12 afl.
- 2016 The Art of More - als Isabel Perry - 8 afl.
- 2016 Mr. Robot - als Susan Jacobs - 2 afl.
- 2016 Damien - als Paula Sciarra - 2 afl.
- 2015 Fear the Walking Dead - als dr. Bethany Exner - 3 afl.
- 2015 The Returned - als Julie Han - 10 afl.
- 2013-2014 House of Cards - als Gillian Cole - 10 afl.
- 2013-2014 Hostages - als Sandrine Renault - 15 afl.
- 2009 The Phantom - als Guran - 2 afl.
- 2008 Burn Up - als Mika - 2 afl.
- 2006-2008 Runaway - als Erin Baxter - 5 afl.
- 2007 The L Word - als Catherine Rothberg - 5 afl.
- 2006 24 - als Evelyn Martin - 10 afl.
- 2005 Las Vegas - als rechercheur Jenny Cho - 3 afl.
- 1996-1998 Once a Thief - als Li Ann Tsei - 23 afl.
- 1997 New York Undercover - als Julie Chin - 2 afl.

- Biblioteca Nacional de España: XX1174330
- Bibliothèque nationale de France: cb140236088 (data)
- Gemeinsame Normdatei: 1020040645
- International Standard Name Identifier: 0000 0001 1465 8696
- Library of Congress Control Number: no97018670
- Nationale Bibliotheek van Israël: 987007445111705171
- Nederlandse Thesaurus van Auteursnamen: 143436252
- SNAC: w6n30szt
- Système universitaire de documentation: 180972367
- Virtual International Authority File: 209662
- WorldCat: E39PBJmHH7w4vXhgFkHMwr8KVC